# ILGA-Europe
ILGA-Europe är den europeiska delen av International Lesbian, Gay, Bisexual, Trans and Intersex Association. Det är en grupp som verkar för lesbiska, homosexuella, bisexuella, transpersoner och intersexpersoner på europeisk nivå. Dess medlemskap består av mer än 500 organisationer från hela Europa och Centralasien. Föreningen har rådgivande status vid FN:s ekonomiska och sociala råd (ECOSOC) och deltagande status vid Europarådet.